# فرنسيسكو كاستيلو
فرنسيسكو كاستيلو (بالإسبانية: Francisco Castillo)‏ هو لاعب كرة قدم ومدرب كرة قدم تشيلي، ولد في 2 سبتمبر 1985. لعب مع يونيون إسبانيولا.

## وصلات خارجية
- فرنسيسكو كاستيلو على موقع Soccerway.com (الإنجليزية)